# Spitzflöte
Spitzflöte - orgonaregiszter; a regiszter német megnevezése. Franciául „Flüte á fuseau”, magyarul „Csúcsos fuvola”. A barokk kor óta ismert regiszter, mely a fuvolák családjába tartozik. Ritkán épül 16’ magasságban; a leggyakrabban 8’, 4’, 2’ és 1’ magasságban készül, elenyészően kevésszer kevert regiszterekbe is bekerül egy-egy sorként. Amennyiben kevert sorként készül, úgy 2 2/3’ magasságban készül „Spitzquint” néven. Anyaga elsősorban fa, ritkábban ón; jellege nyitott; alakja csonkakúp; hangja halk fuvolahang, színező jelleggel.